# 허남 백봉
허남 백봉(許男 伯封)은 허나라의 남작으로, 덕남의 아들이자 효남의 아버지이다. '백봉'은 이름으로, 시호는 알 수 없다.

## 출전
- 유서, 《자치통감외기》 권4

| 전임 아버지 덕남 | 허나라의 군주 ? ~ ? | 후임 아들 효남 |